# Westringtunnel
Der Westringtunnel ist eine 285 m lange Unterführung zweier Straßen und einer Parkanlage in Bocholt. Er ist Teil der so genannten Westtangente. Diese gehört zu einem Gesamtkonzept, nach dem Bocholt mit einem vollständigen äußeren Ringsystem versehen werden soll. Der Westringtunnel liegt dabei im zweiten vollendeten Bauabschnitt. Der erste Bauabschnitt wurde im September des Jahres 2000 fertiggestellt. Gemeinsam bilden die beiden Bauabschnitte den Westring, zu dem auch der Westringtunnel gehört. Er verbindet die Verlängerung der B473 mit der Dinxperloer Straße. Verkehrsteilnehmer aus und in Richtung Niederlande müssen so nicht mehr durch die Straßen der Innenstadt fahren. Der Tunnel trägt somit zur Sicherheit im Straßenverkehr bei.
Die Bocholter Stadtteile und Infrastruktureinrichtungen (Aa-See, Fachhochschule, Industriepark, Krankenhaus) sollen durch die Ringstraßen verkehrstechnisch besser erschlossen werden. Darüber hinaus soll der Innenstadtring die in die Innenstadt führenden Hauptzufahrtsstraßen entlasten.
Der Spatenstich zum Tunnelbau erfolgte am 11. Dezember 2003 durch den damaligen Bürgermeister Klaus Ehling. Offiziell wurde er am 28. Juni 2006 für den Verkehr freigegeben. Es wurden Kosten in Höhe von ca. 18 Millionen Euro fällig, wodurch das teuerste Projekt der Stadt Bocholt in den vergangenen Jahren sehr in Kritik geraten ist. Ebenso wird kritisiert, warum der Straßenabschnitt als Tunnel und nicht als ebenerdige oder Hochstraße ausgeführt wurde. Von Seiten der Stadt liegt die Begründung darin, dass man den Stadtteil Löverick nicht teilen wollte und den Bewohnern zusätzlich eine Grünfläche zum Erholen bieten kann.

## Rechtsstreit um Nachforderungen
Weil der Auftrag an die ausführende Baufirma nicht direkt nach Ende des Ausschreibungsverfahrens erteilt werden konnte, machte diese Nachforderungen u. a. wegen gestiegener Baustoffpreise geltend. In mehreren Gerichtsverfahren wurde der Baufirma grundsätzlich ein Anspruch auf diese Nachforderungen zugesprochen. Nach einer außergerichtlichen Einigung zahlte die Stadt Bocholt 500.000 € zusätzlich.